# Zoo Heidelberg
Koordinaten: 49° 24′ 55″ N, 8° 39′ 39″ O

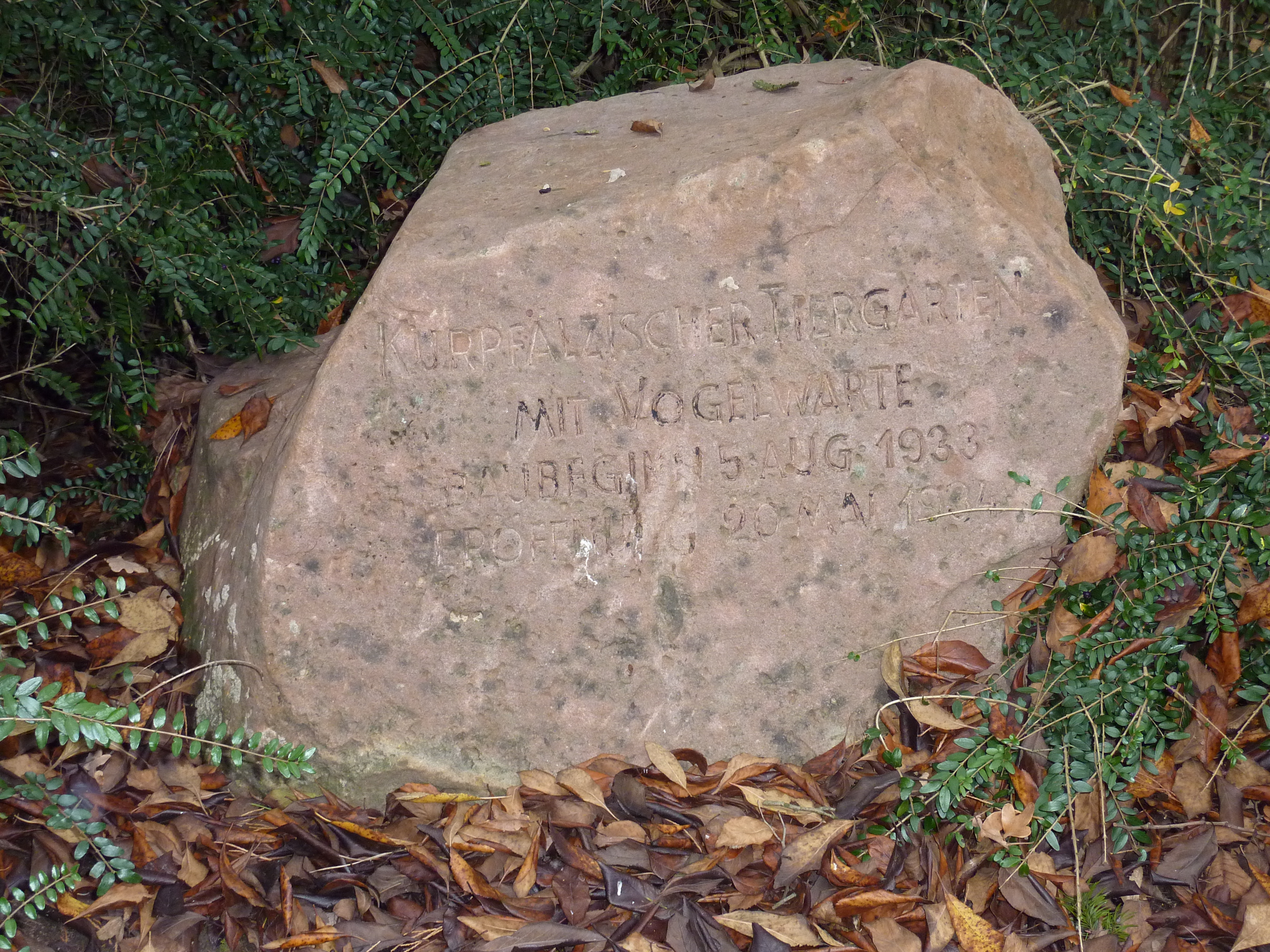
Gedenkstein zur Gründung des „Kurpfälzischen Tiergartens“ im Jahre 1933

Der Zoo Heidelberg wurde 1933 gegründet und am 20. November 1934 offiziell eröffnet. Die Anlage umfasst 10,2 ha und zählte im Jahr 2015 knapp 500.000 Besucher. Der Tierbestand umfasst etwa 2478 Tiere in 155 Arten (Inventurergebnis vom Januar 2019). Der Zoo beteiligt sich an mehreren Europäischen Erhaltungszuchtprogrammen. Zoodirektor ist seit 1998 Klaus Wünnemann. Der Zoo wird als gemeinnützige GmbH geführt (Tiergarten Heidelberg gGmbH).

## Geschichte
Der Tiergarten wurde 1934 auf einem Gelände im Westen des Stadtteils Neuenheim eingeweiht. Dort befand sich zuvor der 1914 begonnene, aber nur teilweise fertiggestellte und infolge des Ersten Weltkrieges zum Soldatenfriedhof umgewidmete neue Heidelberger Zentralfriedhof. Er musste aufgegeben werden, da durch die Neckarkanalisation ab Mitte der 1920er Jahre, namentlich den Bau des Neckarseitenkanals, der Schleuse Schwabenheim und des Stauwehrs Wieblingen, der Grundwasserspiegel in den an den Fluss angrenzenden Bereichen soweit angestiegen war, dass sie nicht mehr für Begräbnisse genutzt werden konnten. Statt seiner wurde 1934 der Heidelberger Ehrenfriedhof in Betrieb genommen.
Grundlage der Zoogründung war eine Stiftung, die auf Initiative des Studienrates und Ornithologen Otto Fehringer durch Carl Bosch initiiert wurde. Otto Fehringer war von 1933 bis 1938 einer der Geschäftsführer der gemeinnützigen Tiergarten-GmbH. In den Anfangsjahren litt der neu gegründete Zoo unter Geldmangel, der sich nach dem Tod des Stiftungsgründers 1940 und durch die Kriegsjahre weiter verschärfte. Im März 1945 wurde der Tiergarten durch einen Bombenangriff fast vollständig zerstört. In den Jahren danach war der Zoo von der Schließung bedroht und konnte sich auch in den 1950er Jahren trotz beginnender Aufbauarbeiten nur langsam entwickeln.
1972 übernahm Dieter Poley die Leitung und begann mit einer Generalerneuerung und dem Aufbau zahlreicher Anlagen wie Vogelanlage, Robbenanlage (1973, umgebaut 2006), Afrikaanlage (1977), Raubtierhaus (1978) und dem so genannten Bärenschaufenster (1981) die Neuzeit des Tiergartens. Später kamen neue Vogelanlagen (1985), das Menschenaffenhaus (1988) und das Küstenpanorama (1991) hinzu. 1999 entstanden die großen Freiflugvolieren für Waldrapp und Sichler, 2000 wurde eine Kea-Anlage gebaut und 2002 folgten der Umbau des kleinen Affenhauses, die Eröffnung des Yellowstone-Sees und der neuen Tigerfreianlage.
2009 wurde die neue Flugvoliere für die Riesenseeadler eröffnet. Zudem wurden am 9. Juni mit dem ersten Spatenstich durch den Heidelberger Oberbürgermeister Eckart Würzner die Bauarbeiten für das Großprojekt Neubau des Elefantenhauses begonnen, das 2010 eröffnet wurde. Als einziger deutscher Zoo hält er derzeit eine Gruppe junger Elefantenbullen entsprechend der natürlichen Sozialstruktur heranwachsender Bullen in Freiheit.
Im März 2014 wurde eine neue Waschbärenanlage eingeweiht. Auf 540 Quadratmetern ist eine naturnahe Landschaft mit einem etwa 200 Quadratmeter großen Teich entstanden.
Auch weiterhin werden viele der alten Gehege naturnah umgestaltet und die Tierhaltung damit weiter verbessert: Eine vergrößerte Freianlage, in der sich Syrische Braunbären befinden, wurde im Juni 2015 eröffnet. Im Juli 2018 wurde die neue Außenanlage der Lemuren eröffnet. Anfang 2018 begannen mit dem symbolischen Spatenstich die Bauarbeiten für eine neue Löwenanlage, die rund ein Jahr dauern sollten. Am 26. Februar 2019 wurde die neue Löwenanlage von Bürgermeister Wolfgang Erichson, Zoodirektor Klaus Wünnemann, erster Vorsitzender der Tiergartenfreunde Jan Gradel und Landschaftsarchitekt Markus Rötzer vom Landschaftsarchitekturbüro faktorgruen feierlich eröffnet.
Zukünftige Projekte beinhalten die Schaffung einer naturnah gestalteten Anlage, auf der neben den schon vorhandenen Tieren auch züchtende Giraffen Platz finden werden. Hierfür wurde die Projektgruppe Team Giraffe Heidelberg gegründet.
Ein weiteres Großprojekt, welches neue Möglichkeiten der Primatenhaltung eröffnen wird, befindet sich ebenfalls in konkreter Planung. Nämlich sollen die Gorillas eine 12-mal geräumigere Außenanlage erhalten, mit der der Zoo die Gorillahaltung modernisieren möchte und in die Zucht dieser Affen einsteigen will. Hier sollen die Gorillas mit Pinselohrschweinen vergesellschaftet werden.

## Tierbestand
Der Zoo Heidelberg hat sein Augenmerk auf die Pflege seltener und bedrohter Kleintierarten gelegt. Weiterhin werden jedoch Spezies wie Asiatische Elefanten oder Berberlöwen gehalten.

### Affenrevier
Das Große Affenhaus beherbergt derzeit vier Schimpansen (Pan troglodytes) und drei Westliche Flachlandgorillas (Gorilla gorilla gorilla). Die Gorilla-Gruppe besteht aus einem Männchen und zwei Weibchen. Der Silberrücken Bobo ist das Alphamännchen der Gruppe, das Weibchen N’Gambe hingegen ist das dominantere der beiden Weibchen. Die Schimpansengruppe besteht aus vier älteren Exemplaren, nach deren biologischen Ende auch die Schimpansenhaltung auslaufen wird. Anschließend soll das Gorillagehege um die 11-fache Fläche erweitert werden. Im Innenbereich leben in einer modellierten Tropenlandschaft diverse Tamarine und unterschiedliche Rallenvögel. Außerdem sind hier Lemuren und Dianameerkatzen untergebracht, sie bewohnen das ehemalige Orang-Utan-Gehege.
Außerdem gibt es das kleine Affenhaus, in dem Rhesusaffen, Hulmans und ein weiblicher Ringelschwanzmungo untergebracht sind.

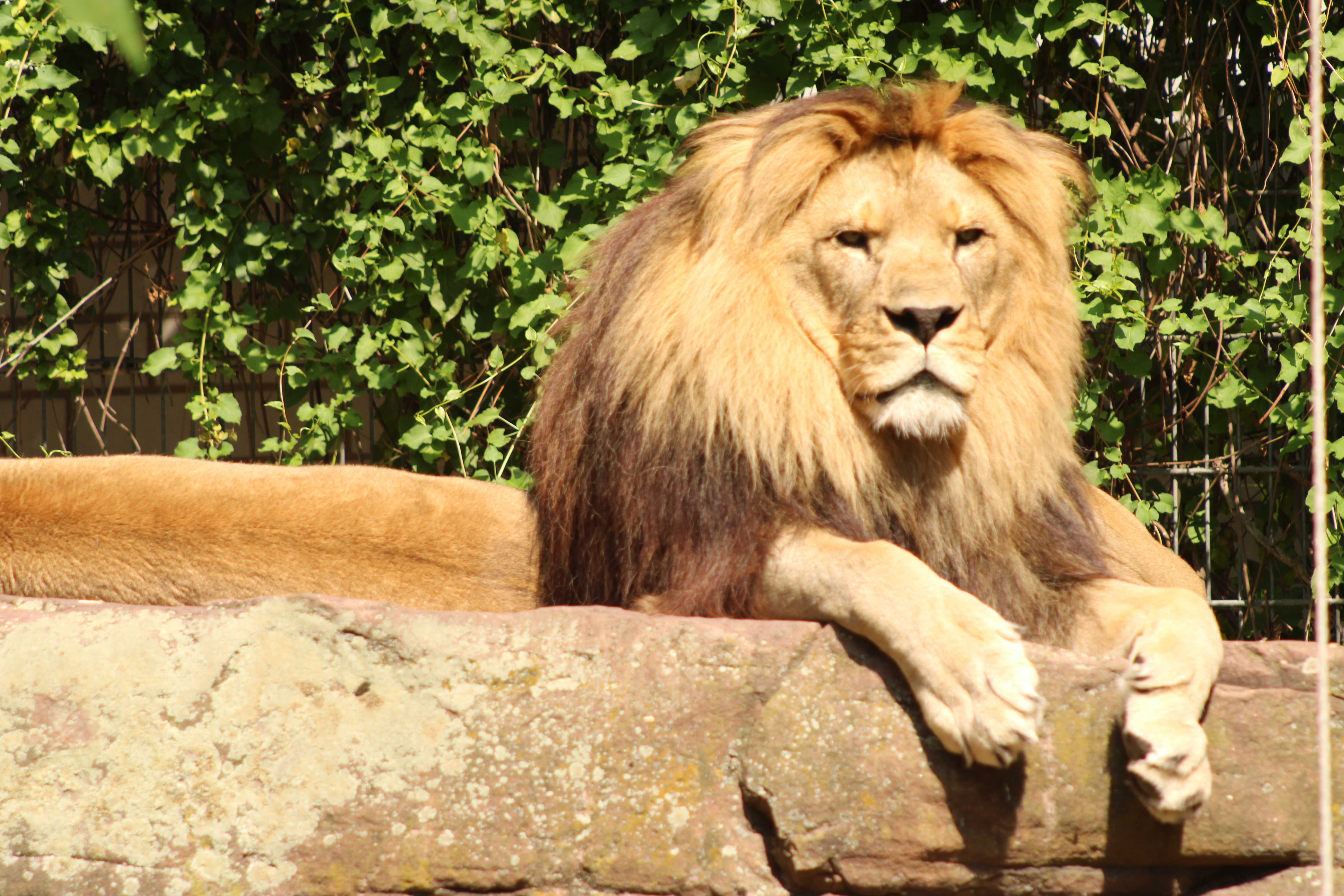
Berberlöwe Chalid im alten Außengehege

### Raubtierrevier
Das Raubtierrevier beherbergt die Syrischen Braunbären Tebo und Karis, die beiden Berberlöwen Binta und Chalid aus dem Zoo Hannover und eine sehr erfolgreiche Mähnenrobben-Zuchtgruppe. Weitere Bewohner sind Kamele, Schopfhirsche, Griechische Landschildkröten und Seychellen-Riesenschildkröten.

### Elefanten- und Afrikarevier
Im Elefanten- und Afrikarevier sind neben den Asiatischen Elefanten Damara-Zebras, Blessböcke und Helmperlhühner untergebracht. Die vierköpfige Elefantenherde besteht ausschließlich aus Jungbullen, die hier gemäß der natürlichen Sozialstruktur gehalten werden, was bisher europaweit einzigartig ist. Im Elefantenhaus sind zudem Binturongs untergebracht. Die weitläufige Afrikaanlage wird durch einen Trockengraben begrenzt, sodass eine freie Sicht von überall aus möglich ist. Jedoch ist ein Totalumbau zu Gunsten von Giraffen und einer erfolgreichen Zucht dieser geplant. Im Afrikahaus sind neben den Zebra-Stallungen Tigerpythons, Hardune und Landschildkröten untergebracht.

### Vogelrevier
Das Vogelrevier beheimatet rund 80 Vogelarten aus aller Welt. Am Flamingo-See sind die Kubaflamingos anzutreffen, während im Gestrüpp des modellierten Yellowstonesees unterschiedliche Kraniche anzutreffen sind. Außerdem beherbergt dieses Revier Waschbären und Faultiere.

### Streichelzoo
Dieses 2021 neu gegründete Revier beherbergt bedrohte einheimische Nutztierrassen, wie Hinterwälder-Rinder, Rhönschafe und Rotbunte Husumer Schweine. Der begehbare Streichelzoo beherbergt Afrikanische Zwergziegen und im Frühjahr auch Ferkel der vorgenannten Schweine, die sich jedoch auch zu den ausgewachsenen Exemplaren zurückziehen können.

## Bilder

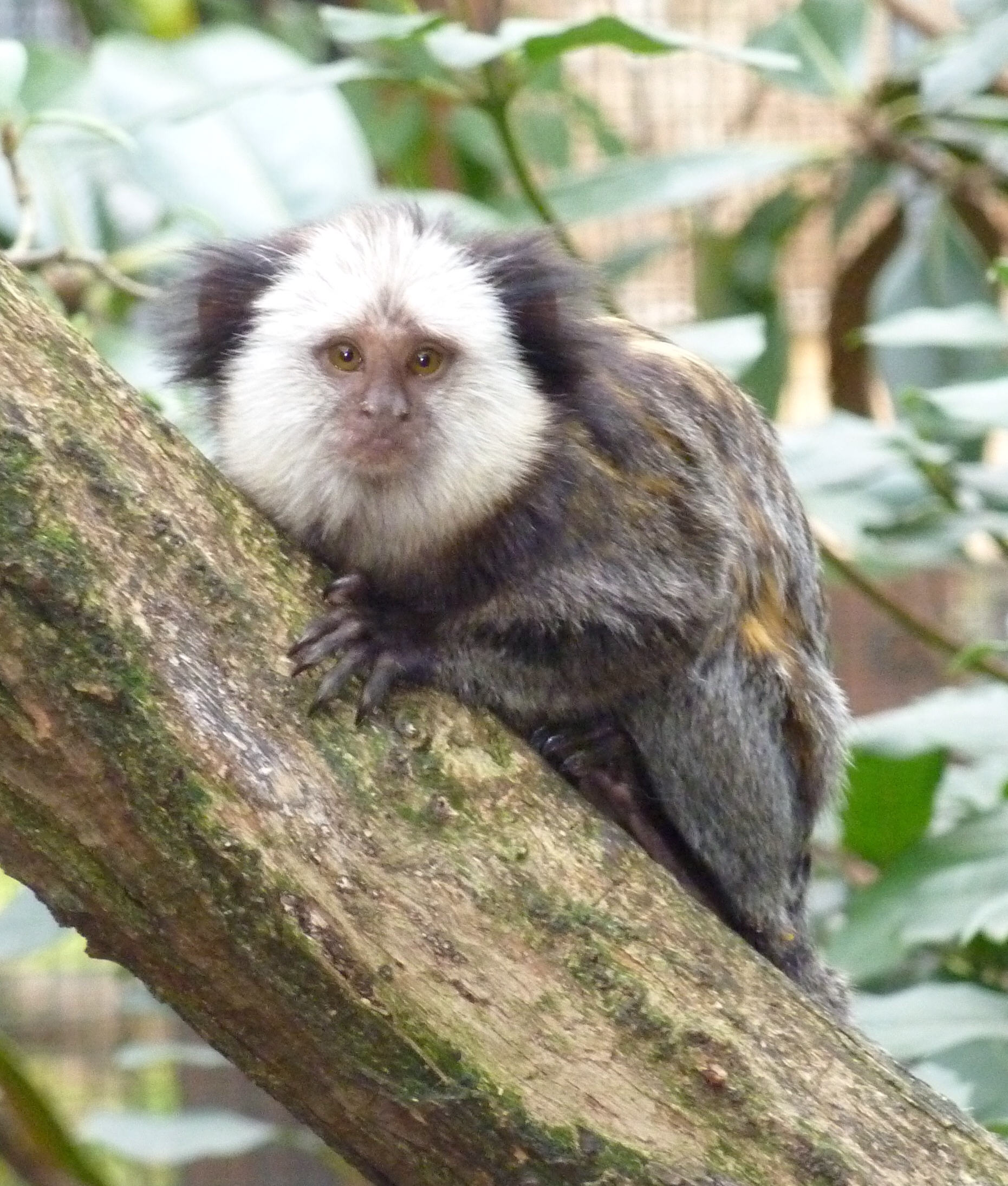
Weißgesicht-Seidenäffchen in einem für Besucher zugänglichen Käfig im Großen Affenhaus
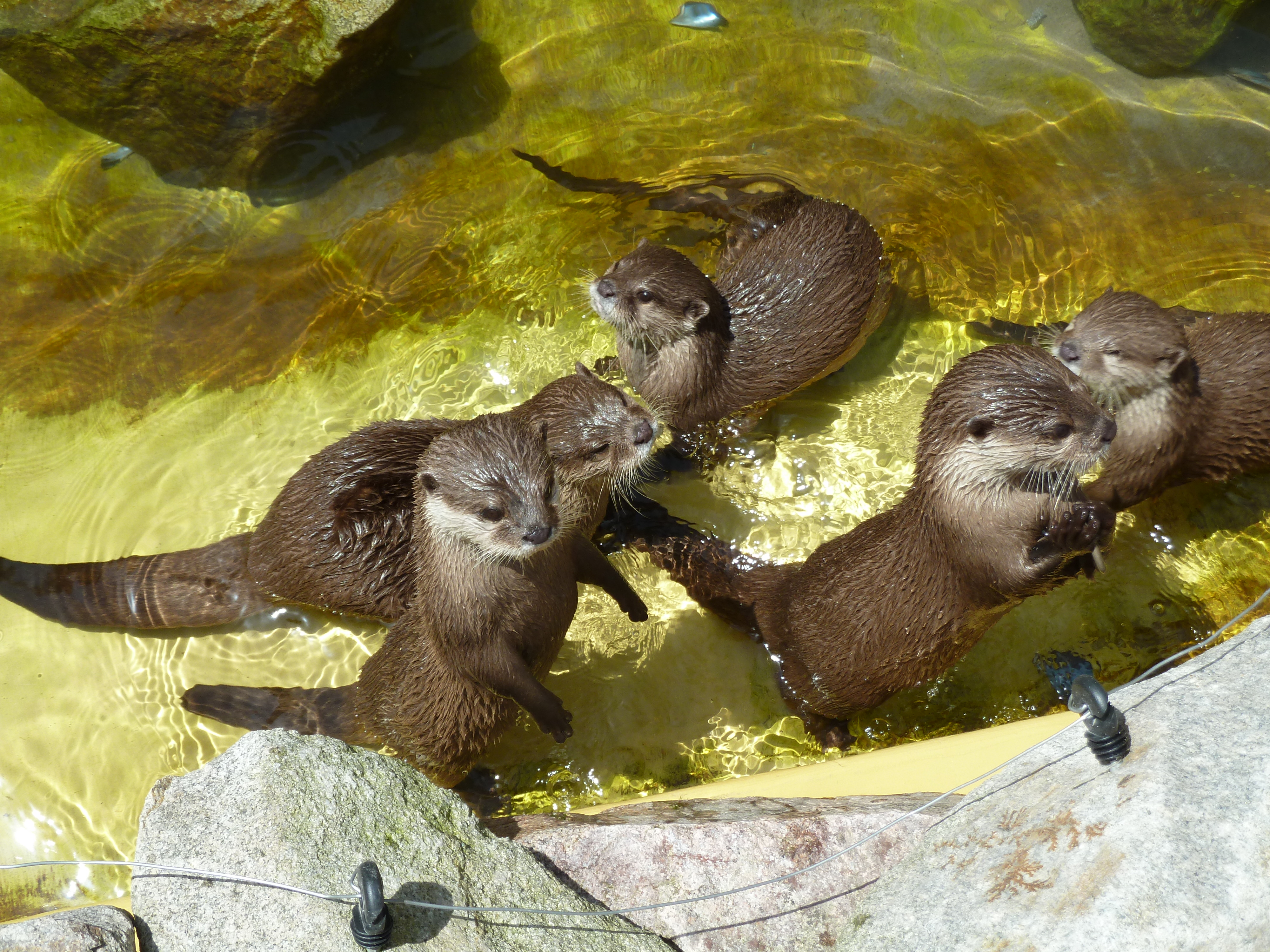
Zwergotter
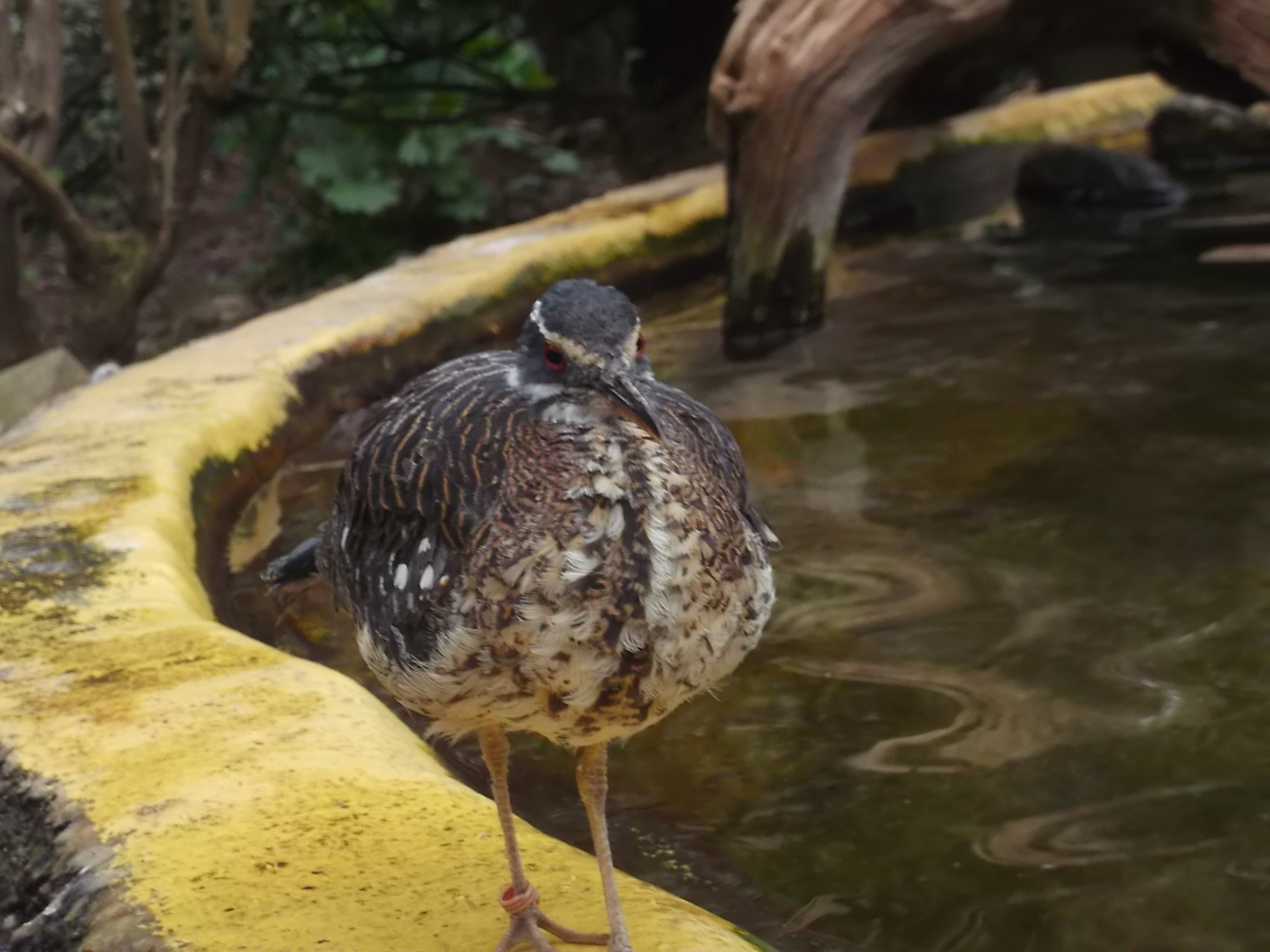
Sonnenralle
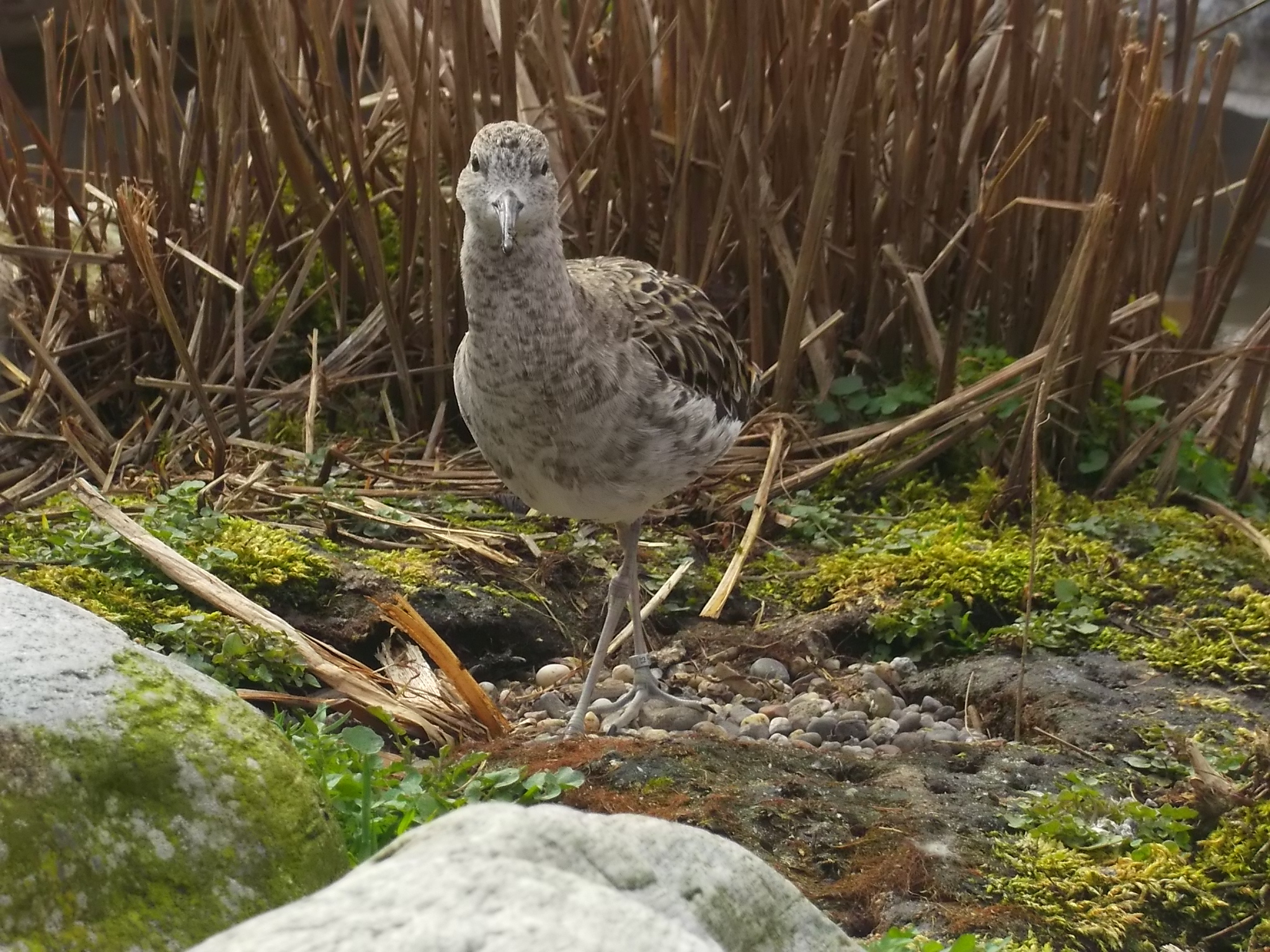
Kampfläufer
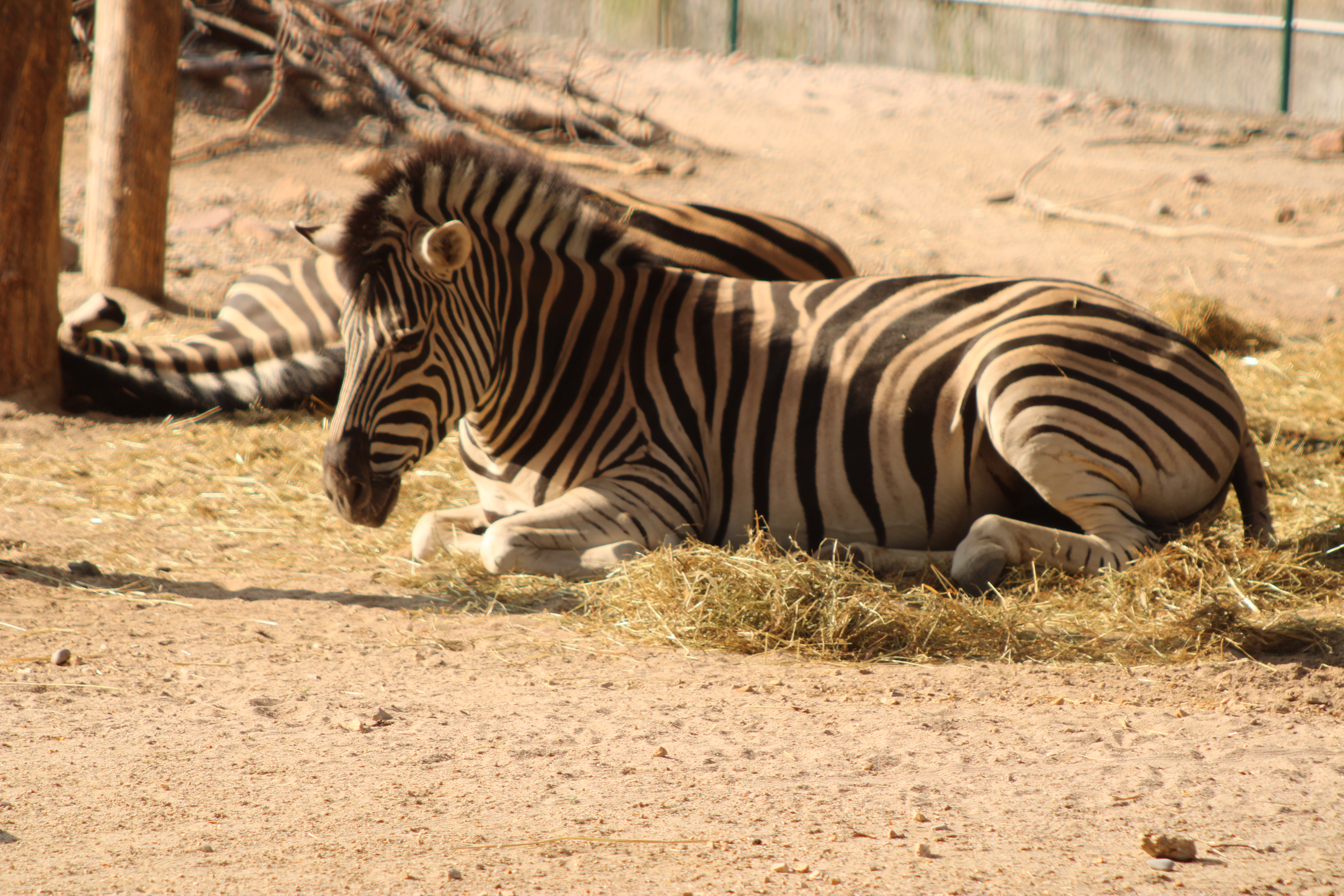
Steppenzebra
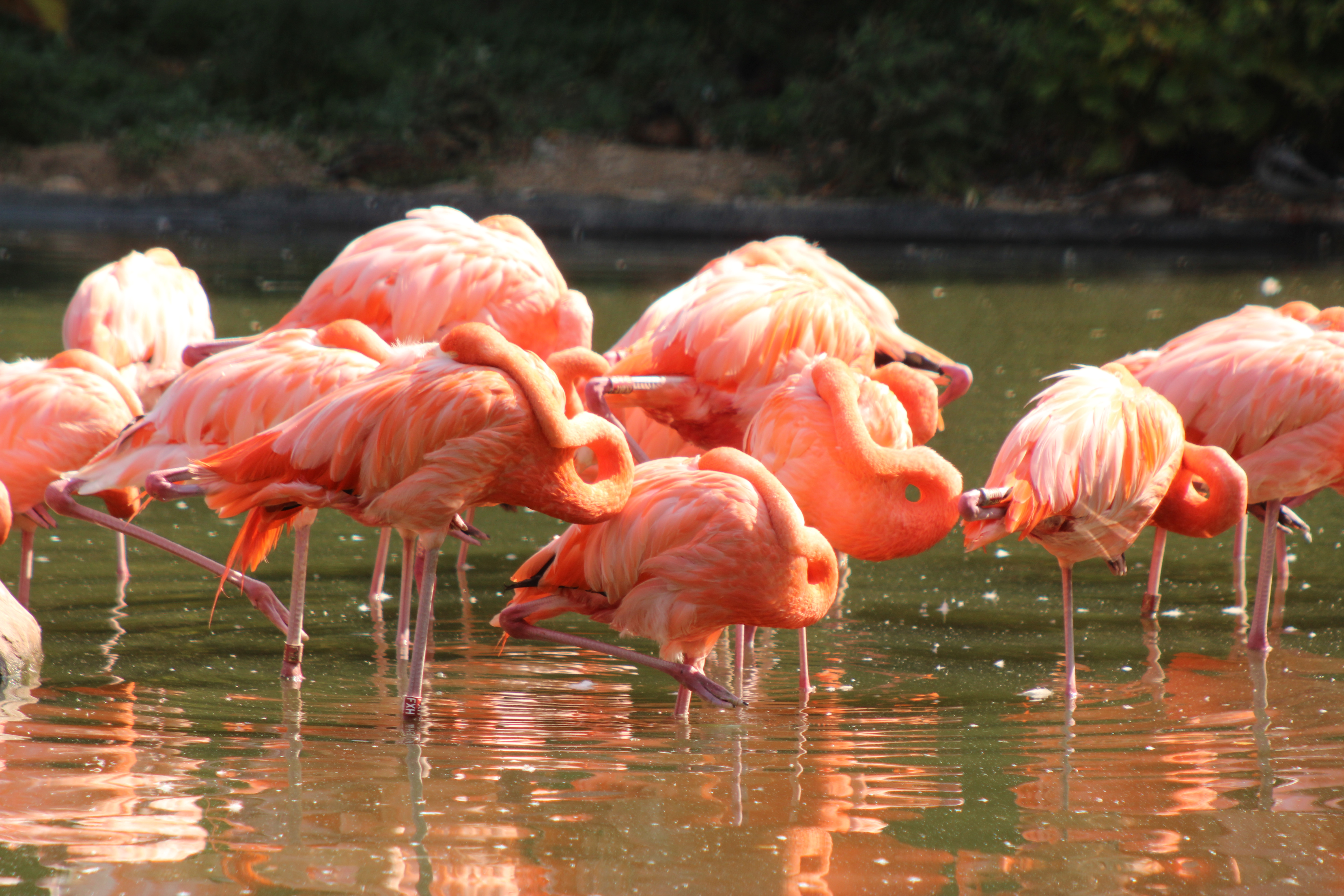
Chileflamingos
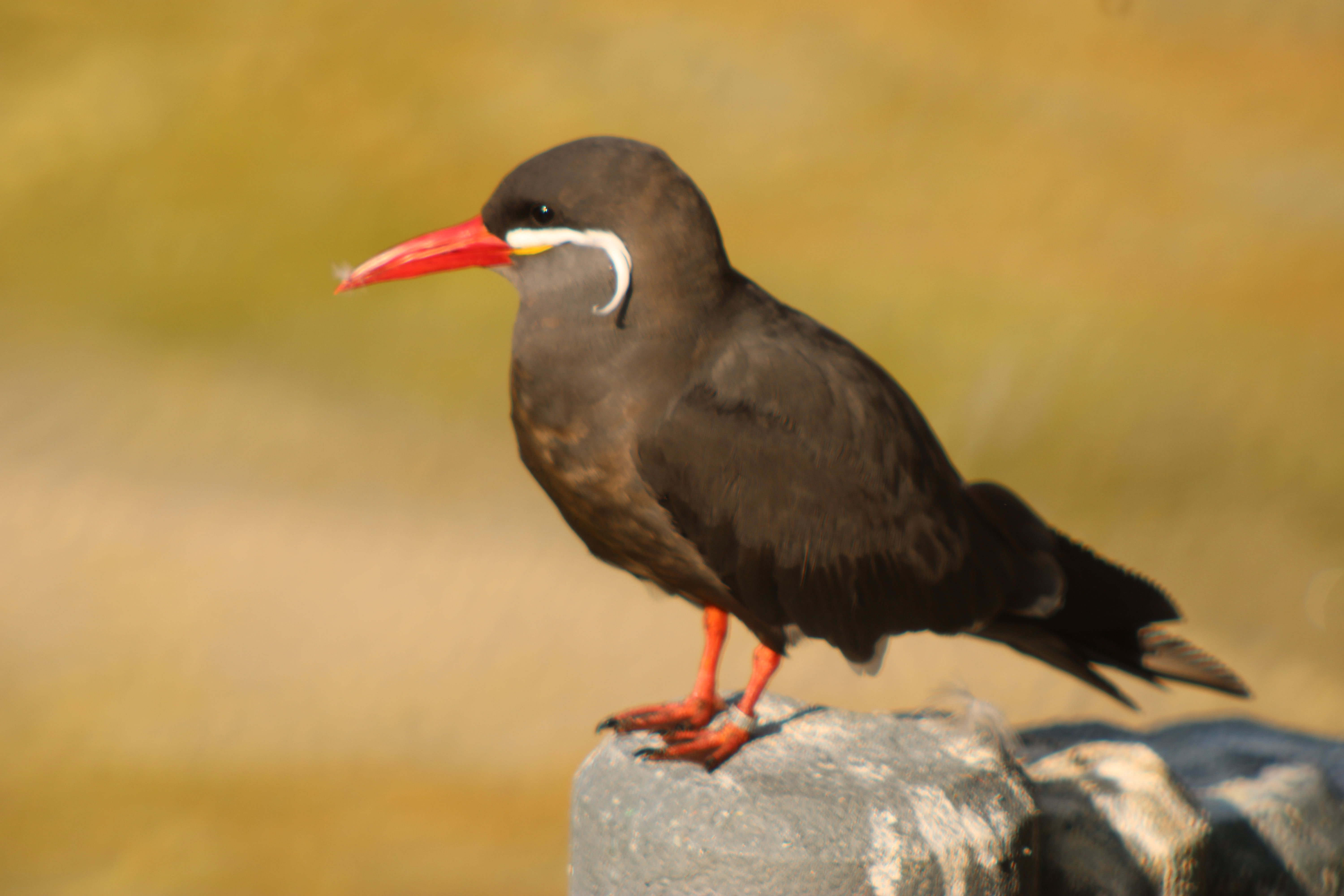
Inkaseeschwalbe
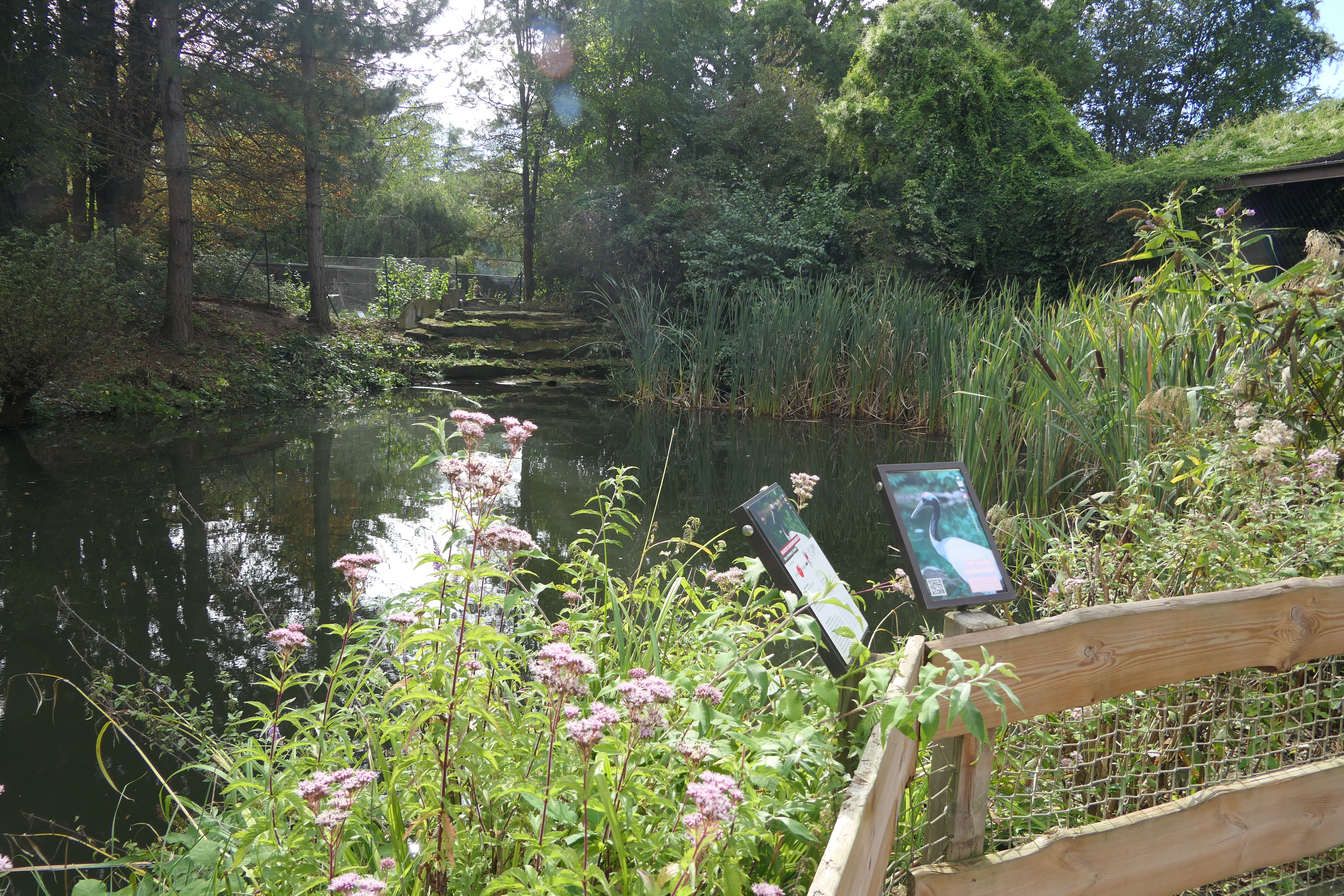
Teichlandschaft
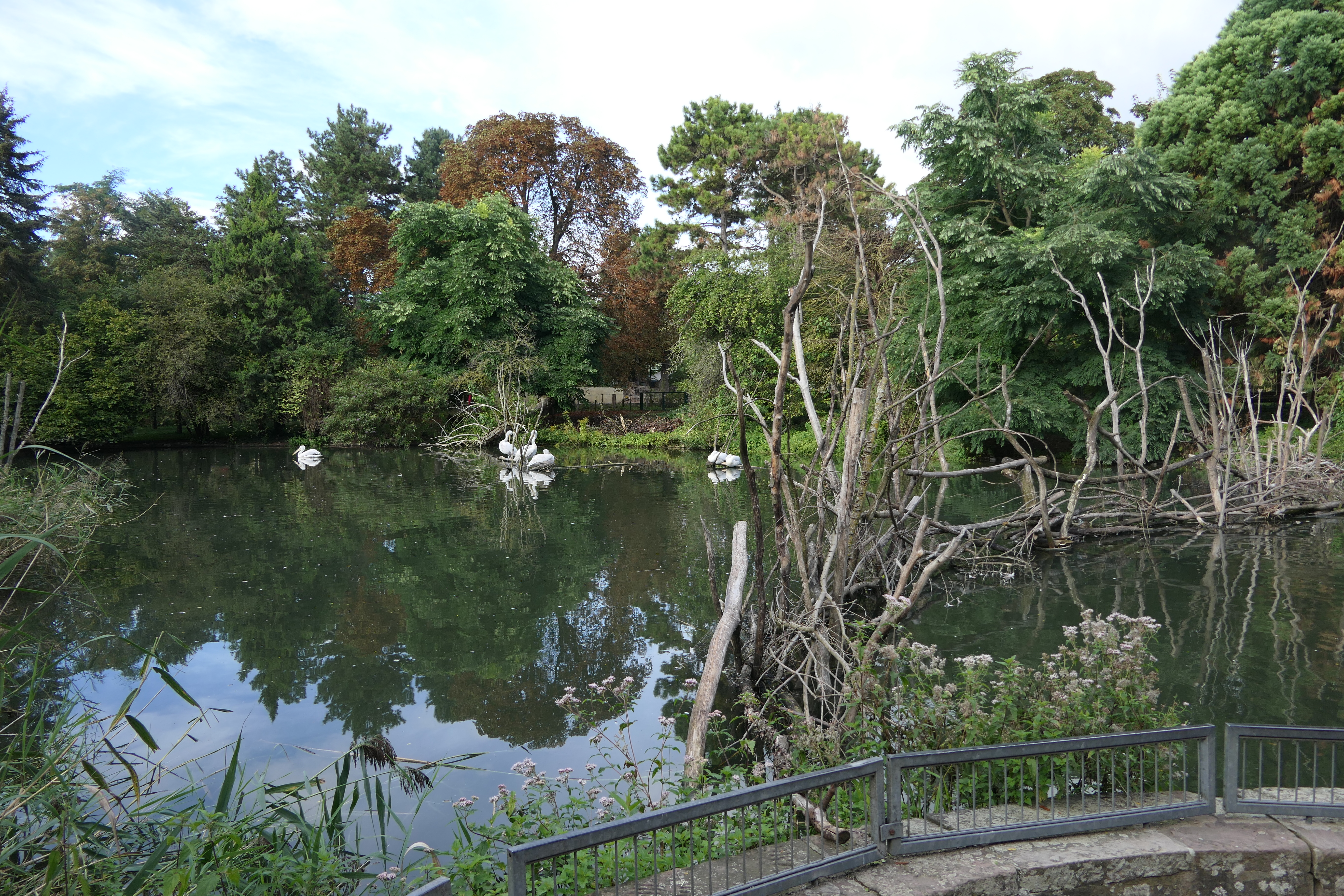
Flamingosee